# Малайзийско-саудовские отношения
Малайзийско-саудовские отношения — двусторонние дипломатические отношения между Малайзией и Саудовской Аравией.
Саудовская Аравия имеет посольство в Куала-Лумпуре, в то время как Малайзия имеет Верховную комиссию в Эр-Рияде и генеральное консульство в Джидде. Отношения, как дипломатические, так и экономические, довольно близки между двумя членами Организации исламского сотрудничества.

## История
Отношения между обеими странами с момента установления дипломатических отношений в начале 1960 года основаны на взаимном уважении и работе по развитию отношений во всех областях. Саудовская Аравия открыла своё посольство в Куала-Лумпуре в 1961 году вместе с открытием посольства Малайзии в Эр-Рияде. С тех пор отношения хорошие. Король Саудовской Аравии Фейсал ибн Абдул-Азиз Аль Сауд совершил свой первый королевский визит в Малайзию летом 1970 года За этим последовал визит короля Абдаллы в конце января 2006 года с целью открытия нового района для сотрудничества. В начале 2017 года король Салман ибн Абдул-Азиз Аль Сауд посетил Малайзию для усиления экономических связей между двумя странами. После его визита король также получил своего почётного доктора писем из Университета Малайи и почётного доктора философии в области политических наук из Международного исламского университета Малайзии.

## Экономические отношения
Саудовская Аравия является вторым по величине торговым партнёром на Ближнем Востоке для Малайзии с 60 % общего экспорта Малайзии в Саудовскую Аравию, включая пальмовое масло и другие сельскохозяйственные продукты на основе пальмы, механизмов, оборудований и запчастей, обработанные пищевые продукты, а также электрические и электронные продукты. До 2016 года Малайзию посетили более 100 000 саудовцев, а объём двусторонней торговли достиг 13,2 млрд малайзийских ринггитов. В 2017 году Saudi Aramco подписала соглашение с Petronas о покупке 50%-ной доли в малайзийском нефтеперерабатывающем заводе в Джохоре на 7 млрд долларов . В том же году было подписано ещё семь меморандумов о взаимопонимании в сфере строительства, сотрудничества в сфере халяль, аэрокосмической и хаджовой служб, общая стоимость которых оценивается примерно в 9,74 млрд малайзийских ринггитов.

## Отношения, связанные с безопасностью
В 2015 году Саудовская Аравия объявила Малайзию частью Исламской военной коалиции, чтобы обуздать безудержный исламский терроризм.
В 2018 году Малайзия объявляет о выводе своих войск, дислоцированных в Саудовской Аравии, чтобы выразить свой нейтралитет страны в регионе.